# Nordendorf
Nordendorf är en kommun och ort i Landkreis Augsburg i Regierungsbezirk Schwaben i förbundslandet Bayern i Tyskland.
Kommunen ingår i kommunalförbundet Nordendorf tillsammans med kommunerna Allmannshofen, Ehingen, Ellgau, Kühlenthal och Westendorf.